# Rubrinvolvulus pectitus
Rubrinvolvulus pectitus is een keversoort uit de familie Rhynchitidae. De wetenschappelijke naam van de soort is voor het eerst geldig gepubliceerd in 1923 door Voss.